# Simon Bouer
Pour les articles homonymes, voir Bouer.

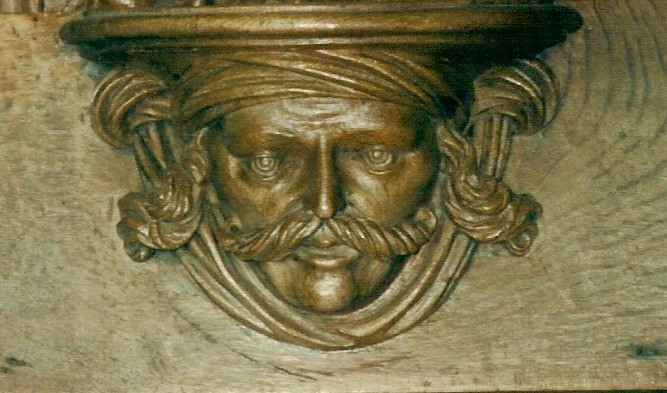
Considéré comme autoportrait parmi les boiseries de l'abbaye de Moutier-d'Ahun

Simon Bouer est un sculpteur sur bois originaire du bourg de Menat (actuel Puy-de-Dôme). Il est passé à la postérité pour avoir réalisé avec son atelier, à l'occasion de deux campagnes à la fin du XVIIe siècle, les boiseries de l'abbaye de Moutier-d'Ahun, remarquables témoignages de l'art baroque en province à cette époque. Ici, son autoportrait se trouve au milieu des boiseries des stalles. En 1997, un timbre-poste a été dédié à l'abbaye avec un détail de la boiserie.
Le nom de "Bouer" (que l'on orthographierait sans doute aujourd'hui "Bouet") a parfois été compris comme "Bauer", ce qui a conduit jadis certains érudits à supposer, bien à tort, qu'il était d'origine alsacienne.